# Đăk Kan
Đăk Kan (hay còn gọi là Đắc Kan hoặc Đắk Kan) là một xã thuộc huyện Ngọc Hồi, tỉnh Kon Tum, Việt Nam.
Xã Đăk Kan có diện tích 90,40 km², dân số năm 2019 là 5.179 người, mật độ dân số đạt 57 người/km².